# 李登輝政府
李登輝政府（通稱李政府），是指1988年1月13日至2000年5月20日，李登輝擔任第7任至第9任中華民國總統期間所領導的中華民國政府。1988年蔣經國總統逝世，副總統李登輝依憲法繼任其剩餘任期；1990年，國民大會間接選舉李登輝、李元簇為第8任總統、副總統；1996年，總統、副總統首次由公民直選，中國國民黨籍的李登輝與連戰以54%得票率勝出，成為中華民國政府遷台後首屆民選政府。
李登輝政府任內歷經五任內閣，包含前任蔣經國政府末期的俞國華內閣，以及其後任命的李煥內閣、郝柏村內閣、連戰內閣與蕭萬長內閣，共五位五任。該時期臺灣開始發展出政黨政治的雛型，為日後的民主深化奠定基礎；不過由於反對力量未能達到足以制衡執政黨的狀態，因此執政黨在此期間仍然握有完全執政的優勢。
彼時乃中華民國國家體質發生劇烈變動的時代，從過去的威权独裁逐漸邁向民主政治，中間發生了諸多如二月政爭、鄭南榕自焚、野百合學運、終止動員戡亂、國會全面改選、總統直選以及辜汪會談、台海飛彈危機等重要事件，最終促成了臺灣的民主化，也大幅影響海峽兩岸關係的格局走向。

## 政府人事

### 副總統
|      |      |        |               |               |            |  |  |
| 次序 | 肖像 | 姓名   | 任職期間      | 任職期間      | 所屬政黨   |  |  |
| 次序 | 肖像 | 姓名   | 到任時間      | 卸任時間      | 所屬政黨   |  |  |
| 1    |      | 李元簇 | 1990年5月20日 | 1996年5月20日 | 中國國民黨 |  |  |
| 2    |      | 連戰   | 1996年5月20日 | 2000年5月20日 | 中國國民黨 |  |  |

### 內閣
|           |          |          |               |               |          |            |  |
| 內閣 次序 | 閣揆肖像 | 閣揆姓名 | 存續期間      | 存續期間      | 存續期間 | 所屬政黨   |  |
| 內閣 次序 | 閣揆肖像 | 閣揆姓名 | 到任時間      | 卸任時間      | 任期時間 | 所屬政黨   |  |
| 1         |          | 俞國華   | 1984年6月1日  | 1989年5月31日 | 4年364天 | 中國國民黨 |  |
| 2         |          | 李煥     | 1989年6月1日  | 1990年5月31日 | 364天    | 中國國民黨 |  |
| 3         |          | 郝柏村   | 1990年6月1日  | 1993年2月27日 | 2年271天 | 中國國民黨 |  |
| 4         |          | 連戰     | 1993年2月27日 | 1997年8月31日 | 4年185天 | 中國國民黨 |  |
| 5         |          | 蕭萬長   | 1997年9月1日  | 2000年5月20日 | 2年262天 | 中國國民黨 |  |

## 內政

### 政治改革

#### 憲法增修
為了配合民主化的步調與落實國是會議結論，李登輝政府時期一共啟動了六次憲法增修，在不影響憲法本文的前提之下，以《增修條文》的形式實質修改了憲法本來的制度架構。歷次修憲中除了第五次增修因國民大會代表自行延長任期，而被大法官宣告違憲以外，其餘歷次的修正重點如下：
- 將實際統治领土定性為「自由地區」，並授權訂定大陸事務相關法規。
- 正副總統任期自六年縮短為四年，並改由自由地區公民直接选举產生。
- 修正原本偏向內閣制的體制，賦予總統直接任命行政院院長而無需經立法院同意的權力，成為類似半总统制的體制。
- 國民大會不再具有選舉、罷免正副總統的職權，僅在立法院提出憲法修正案與領土變更案時，選出任務型的國大代表行使複決權。
- 司法院大法官任期改為八年，不得連任，並組成憲法法庭審理政黨違憲解散案。
- 監察院從民意機關改為治權機關，且不再具備國會的性質，正副院長及監察委員則改由總統提名、經立院同意任命。

#### 地方自治
為落實憲法所規定的地方自治，行政院拍板省主席改制為省長，並於1994年起開放省長及直轄市長民選，不再由中央派任。不過，由於政府在1997年實施精省，因此1994年的省長選舉是第一次、同時也是最後一次選舉，當選人宋楚瑜也成為中華民國歷史上唯一的一位臺灣省省長。另外，福建省並沒有同步改制，因此沒有省長及省議員的選舉。

#### 組織改造
李登輝任內行政院曾嘗試擬定組織改造計畫，然而法案卻在二讀時被撤回。另為配合政治改革而生的多項業務，行政院於1988年~2000年間增設了勞工委員會、消費者保護委員會、公平交易委員會、公共工程委員會和航空器飛航安全委員會等部會，同時也將衛生署轄下的環境保護局升格為「行政院環境保護署」、教育部體育司與國民體育委員會整併為「行政院體育委員會」，以及將國防部軍管區司令部、內政部警政署水上警察局和財政部關稅總局緝私船隊整併設立「行政院海岸巡防署」。

#### 省虛級化
自政府遷台以來因承襲中華民國法統，因此一直保留臺灣省政府、臺灣省議會與福建省政府的設置；然而臺灣省府所轄範圍涵括了除臺北、高雄兩個直轄市及金馬地區以外的所有實際管轄領土，與中央政府的管轄範圍幾乎完全重疊，造成政府行政效率低落與充斥冗官等問題。為了解決上述情形，李登輝政府於1997年宣布實施「精省」（或稱「凍省」）－將省的地位給虛級化、組織精簡化，僅保留其在憲法上的位階，省府的規模因此被大幅縮編，其主要業務均被移轉至中央各部會，省主席改由政務委員兼任，僅保留秘書處、會計室等基本編制；同時也將省議會改組為「臺灣省諮議會」，省諮議員由行政院派任，定位上為省府的諮詢機關。精省後，省府與省諮議會不再為地方自治團體，僅為行政院之派出機關，自此「省」的地位實質上從地方自治的層級中消失。

### 民主化
李登輝就任總統後，適逢第三波民主化浪潮來襲，有別於時任中國領導人邓小平選擇以流血鎮壓回應國內的民主運動，李登輝則是藉勢發動「寧靜革命」，在避免政變、流血衝突的情形下適時回應民主改革訴求，成功的實現了臺灣的政治民主化，被西方媒體譽為「民主先生」。

#### 終止動員戡亂

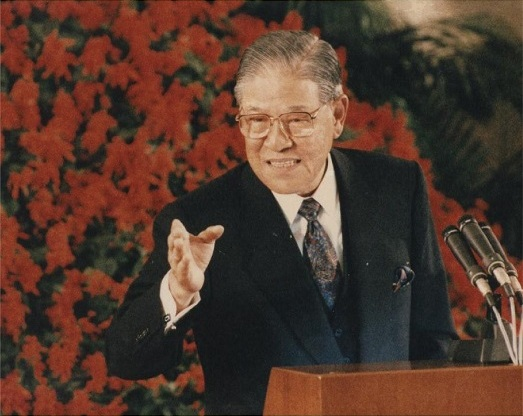
1991年5月1日，李登輝總統宣布終止動員戡亂時期

1991年5月1日，總統李登輝簽署總統令，正式終止《動員戡亂時期臨時條款》，宣布不再認定中国共产党為叛亂團體，同時也回歸正常的憲政體制，總統不得再透過《臨時條款》凌駕於憲法之上無限次連任；而過去惡名昭彰的軍法機關「臺灣警備總司令部」亦於隔年遭到廢除。

#### 金馬解嚴
1992年11月7日，行政院宣布金馬地區解除戰地政務，金馬居民終於贏來遲來的解除戒严，行政權力依憲法回歸金門縣政府與連江縣政府，並實施地方自治，縣長不再官派而改以民選產生，至此不再由軍方獨攬大權。

#### 國會改選
受到中国大陆六四事件的激發，臺灣在隔年（1990）也爆發了野百合學運，數千名大學生齊聚中正紀念堂前廣場靜坐抗議，要求「終止萬年國會、全面改選」。總統李登輝在總統府接見學生代表，承諾召開國是會議並啟動改革。嗣後，大法官公布釋字第261號解釋，要求第一屆中央民意代表限期全面退職，政府並以給付優渥的退職酬金作為條件，成功說服第1屆民意代表全數自願退職。國民大會與立法院分別在1991年及1992年舉行全面改選，至此徹底終結萬年國會。

#### 總統直選
國會全面直選之後，在野的民主進步黨進一步推動總統直接选举，遇上執政黨的保守派系阻撓，身兼中國國民黨主席的李登輝於是指示成立黨內修憲策劃小組，並由時任行政院副院長施啟揚與大陸委員會副主任委員馬英九出任研究分組的正、副召集人；兩人則給出傾向「委任直選」的方案。然而李登輝隨後卻以深入民間與基層為由，主導黨內的「主流派」以民意調查結果作為依歸，敲定實施中華民國自由地區總統、副總統直接選舉。1996年3月23日，李登輝、連戰當選第九屆正、副總統，從此拉開總統直選的序幕。

#### 轉型正義
長期以來，二二八事件一直是臺灣社會的禁忌，兩蔣時期如果公開談論即有可能遭受到軍法審判。解嚴之後，社會開始逐漸喚醒關於228事件的記憶；隨著民間要求政府道歉的聲浪越來越大，總統李登輝於1995年以國家元首的身分，首次公開代表政府為228事件道歉，同時也在臺北新公園內落成二二八紀念碑，並將每年2月28日訂為「和平紀念日」。立法院也在同年通過《二二八事件處理及補償條例》，由行政院成立二二八事件紀念基金會專責處理受難者及其家屬的賠償事宜。

#### 廢除《出版法》
過去行政院新聞局靠著《出版法》的事前審核機制箝制出版自由，篩選過濾當局不滿意的出版品以控制言論。解嚴後，雖然該法幾乎不再被使用，但仍然是戕害言論自由的象徵，因此在在野黨與民間聲浪的強力要求下，立法院於1999年通過廢止《出版法》，正式廢除不合理的出版限制。

#### 修正刑法100條
動員戡亂終止後，臺灣雖然已經逐步邁入民主社會，但《刑法》第100條內亂罪以思想定罪，與《懲治叛亂條例》內亂罪處唯一死刑的特别規定卻仍然存在。1991年5月發生獨立台灣會案，調查局以涉嫌加入獨立台灣會為由，在未通知校方的情形下直接進入清華大學逮捕涉案學生，引發社會劇烈反彈，來自全國各地的大學生紛紛聚集臺北車站前靜坐抗議政府侵犯言論自由，後續更由學者教授主導成立「一〇〇行動聯盟」，要求廢除刑法100條。事後，立法院通過廢除《懲治叛亂條例》，並於隔年修正《刑法》將陰謀叛亂罪刪除，從此臺灣才終於不再有政治犯的存在。

#### 海外黑名單解禁
戒嚴時期政府曾制定一份逃亡海外的「黑名單」，針對主張台灣獨立、共产主义或民主改革的人士予以禁止入境，並派遣特務在海外蒐集情資，包括彭明敏、謝聰敏、李應元、蔡同榮、許信良及陳婉真等人都在當時的列管名單上。1980年代開始不斷有「黑名單分子」試圖闖關回台，亦有不少人偷渡成功或在機場被逮捕；之後隨著廢除刑法100條運動的開展，政府才終於在1992年7月正式解除海外黑名單返台禁令，回歸法治國家的出入境政策管理。

#### 人二室轉型政風室
戒嚴時期各政府機關與學校均設有「人事室第二辦公室」（簡稱人二室），負責單位內的思想指導工作，並記錄機構人員或校內師生的忠誠考核，是情治系統安插在公務機關中的監管單位。解嚴後，隨著政治民主化與言論自由逐步獲得實踐，在野的民主進步黨籍地方首長開始抵制人二室的存在，並獲得部分執政黨地方議員支持；立法院最終在民意壓力下，於1992年三讀通過《政風機構人員設置條例》，將人二室轉型為純粹監督貪瀆不法的「政風室」，主管機關法務部調查局也從此全面退出政風系統。

### 民族政策
面對1980年代以來逐漸興起的「原住民族正名運動」，李登輝政府在1994年修憲時首度作出回應，將其從過去「山地同胞」的蔑稱正名為「原住民族」，並納入國會保障席次。1996年，立法院更進一步通過修法，正式成立「行政院原住民委員會」，正式承認阿美族、泰雅族、布農族、卑南族、賽夏族、鄒族、魯凱族、排灣族以及雅美族九大原住民族群，針對其弱勢之處進行政策補助，並修正《姓名條例》開放以族名作為身份證上的姓名，同時也就各族的語言、文化展開復興與保存工作，落實多元族群的象徵。

### 婦女政策
李登輝政府在推動政治改革的過程中雖未提拔女性主義倡議者任官，然時值第三波女性主義餘波，在野的民主進步黨大力倡導「性別平等」的概念，加之此期間亦發生不少性別相關的社會事件，因此執政當局也在民意的壓力下逐漸針對女性賦權議題提出修法與對策，惟仍然聚焦於婦女保護的層面。而在女性參政方面，國民大會並未將當時呼聲高漲的「國會婦女保障名額」納入《憲法增修條文》，僅於1999年制定《地方制度法》時將四分之一保障名額納入地方選舉中。
1993年發生鄧如雯殺夫案，引發社會對於家庭暴力的重視，立法院也於1998年首度制定《家庭暴力防治法》，打破過去「法不入家門」、「清官難斷家務事」等舊思維。1996年時任民進黨婦女部主任彭婉如夜間乘車遇害後，更掀起了女性人身安全保障的質疑，立法院遂於年底通過《性侵害犯罪防治法》，並在兩年後將《刑法》「妨害性自主」罪章從「妨害風化」罪章獨立列出，不再將性犯罪視為單純善良風俗的違反、而從個人權利保護層面看待；同時也將其改為「非告訴乃論之罪」，使相對處於弱勢一方的婦女能於遭受到性暴力之際即時落實法律的保護與制裁。

### 社會福利
1989年政府開始推動「全民健康保險」的政策，在歷經五年的籌備後，1994年立法院三讀《全民健康保險法》，並於1995年1月成立「中央健康保險局」，同年3月正式實施全民健保制度，大幅降低了民眾就醫看診的自費額度，也成為了世界上少數實施全面性醫療社会保险的國家之一。

### 通訊傳播
隨著党禁、报禁的解除，政府不再堅持電視臺的設立限制；同時也因「黨政軍退出媒體」的呼聲高漲，行政院新聞局於1993年提出《有線電視法》草案並獲立院通過後，有线电视不再僅限於傳統的「老三台」，而開始有許多私營電視臺申請設立頻道。另外，卫星电视與衛星廣播的興起也致生管制漏洞，立法院於1999年將《有線電視法》修正為《有線電視廣播法》、並另外制定《衛星廣播電視法》，連同原先的《廣播電視法》合稱「廣電三法」，放寬通訊傳播事業的經營限制，並引入電視分級制度等措施。

### 921地震救災
1999年9月21日凌晨十分，南投縣集集鎮發生芮氏規模7.3的大地震，震源深度達8公里，一夜之間全台遭震醒，中臺灣災情慘重，多處房屋倒塌、橋樑龜裂、道路變形毀損，總計造成2,415人罹難、29人失蹤，逾1萬人受傷。同時，地震也使得水電供給暫時中斷，鐵路集集線與縱貫線山線停駛，中橫公路亦中斷行車。面對災情，總統李登輝迅速發佈緊急命令，動員國軍投入救災、並調租民間重機械車輛協助救援行動；同時也動用緊急預備金賑災，財政部亦宣佈股市休市兩日以防股價暴跌。除此之外，政府另向外尋求國際援助，獲得土耳其、新加坡、日本、南韓、法国及俄罗斯等20國派遣救難隊抵台協助救災。

## 經濟

### 經濟概況
位居亚洲四小龙之首的臺灣，直到1990年代人均所得仍有大幅成長的趨勢。根據國際貨幣基金組織的統計，李政府上任第一年（1988年）臺灣的人均GDP為6,338美元，至其卸任時（2000年）則為14,844美元，平均年增長率達8.2%。

### 南向政策
為了避免對中国大陆的投資過於集中，李登輝政府於1994年提出《加強對東南亞地區經貿工作綱領》，鼓勵台商前往泰国、马来西亚、印尼、菲律宾、新加坡、越南和汶莱等7個東協國家投資開發，並配合當時「渡假外交」方式突破北京封鎖，成功與越南政府合作設立「河內工業區」與胡志明市「新順加工區」，也協助菲律賓當局活絡蘇比克灣的開發案，鼓勵台商前往設廠，同時由國合會派遣技術團在泰國與印尼當地協助發展農林業。然而1996年起因經費不足，同時以國內經濟為優先考量，經濟部宣布全面停止國營事業的對外投資計畫；1997年更因亞洲金融風暴的緣故導致台商紛紛撤資，政府雖對东南亚國家提供金援協助，投資額仍然大幅下降，導致政策施行成效不佳。

### 六年國建
李登輝政府於1990年代提出「國家建設六年計畫」，規劃航運、鐵路、電力、下水道等基礎建設，並扶植電子、航太、半導體及精密机械等新興產業，同時也提出淡海新市鎮等造鎮計劃，開發新生活圈並活絡周邊機能。至其卸任前，完工的項目包括1992年開通並構築出環島鐵路網的南迴鐵路、國道三號、基隆港與高雄港擴建工程、萬板大橋、臺北捷運木柵線、淡水線、板橋線、中和線與新店線、臺北鐵路地下化萬板專案與松山專案，以及臺北車站、板橋新站的主體工程等等。中正國際機場第二航廈工程則是在此期間興建，至2000年7月完工啟用。

## 外交

### 務實外交
自1971年中華民國退出联合国之後，世界各國陸續轉向承認北京而引發「雪崩式斷交潮」。至1990年代，李登輝認為過去「漢賊不兩立」的觀念已經過時，繼續主張將有損本國利益，因而提出「務實外交」的概念，不再與中华人民共和国爭奪外交承认，而是以發展與他國的實質關係為原則，並採取美國在台協會的模式與各國互設代表處，推動雙邊經貿、教育與運輸之間的往來。至此，務實外交成為往後臺灣外交政策的基礎，並延續至今。

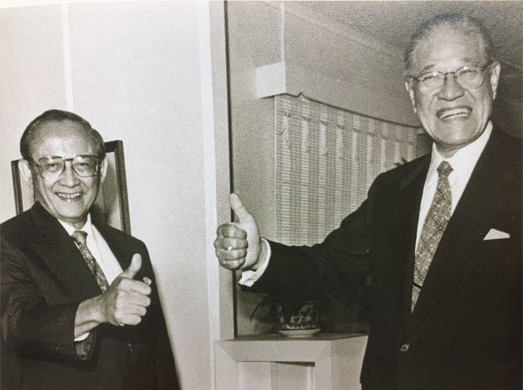
1994年，李登輝會見時任菲律宾总统羅慕斯

李登輝執政時期，曾以中華民國總統的身份出訪新加坡、菲律宾、泰国、印尼、约旦及阿拉伯联合酋长国等非邦交國，利用「渡假」的名義會晤當地政要，並開啟了「過境外交」的先例；副總統連戰也曾秘密出訪無邦交的欧洲諸國，包括捷克、冰岛、奥地利和乌克兰，並會見時任捷克总统哈維爾與烏克蘭總統庫茲馬，突破北京的外交封鎖。此外，中華民國政府亦成功在拉脫維亞、俄罗斯、捷克斯洛伐克、芬兰、印度、越南、意大利、加拿大、奈及利亞、德国、澳洲、阿根廷和以色列等非邦交國設立辦事處，拓展與當地政府的關係並就近提供領事服務。

### 雙邊關係

#### 臺灣－美國關係
李登輝執政之初正逢共和黨的老布希總統當政，其在任時雙邊關係較為友好，布希總統本人也曾在中華民國退出联合国時擔任美國駐聯合國大使，對於兩岸情勢十分熟稔，任內曾與臺灣簽署《台美貿易暨投資架構協定》，更曾批准售台F-16戰鬥機（A／B型），甚至還於卸任後兩度訪台。1992年布希總統角逐連任失利，民主黨的柯林頓總統上台後選擇與北京發展更密切的經濟夥伴關係，並試圖將人权與貿易問題脫鉤；李政府數度與華盛頓當局過招，引發台美關係的震盪。
1994年總統李登輝出訪哥斯达黎加，僅獲華府准許過境停留夏威夷的軍用機場加油，李登輝認為美方此舉有辱國格，便拒絕下機並刻意僅著睡袍接見時任美國在台協會理事主席白乐崎。此事件發酵到華府政壇後，國務院被迫檢討對台政策；隔年更是透過公關公司對國會議員的遊說，成功讓眾議院與參議院分別以396：0和97：1的壓倒性票數通過支持李登輝訪美的決議，迫使柯林頓政府打破先前對北京的承諾，而核准發放李登輝的入境签证。1995年6月，李登輝的康乃爾之行確定成行，其以校友身份在康乃爾大學發表「民之所欲，長在我心」的演說，並提出了「中華民國在台灣」的論述，成為1979年兩國斷交以來首位訪問美國的現任元首。
1996年3月，中華民國自由地區首次舉行總統、副總統直接选举，北京當局以台北方面推行「台獨」為由在台灣海峽周邊實施大規模實彈射擊演習，造成兩岸關係陷入空前緊張，促使華府決定派出兩個航空母艦戰鬥群行經台海以警告北京，是美國政府自1979年以來在台海問題上首度強硬表態。臺海危機結束後隔年，共和黨籍的眾議院議長金瑞契短暫訪問臺灣並會晤正副總統等國安高層，亦是台美斷交後首例。

#### 臺灣－南韓關係
過去國民政府曾協助流亡的大韩民国临时政府建國，並在冷战時同為美国盟邦，雙邊一直保持非常緊密的關係而維持邦交至1990年代。然而1987年盧泰愚當選總統之後，首爾當局即開始有意與北京方面商量建交事宜；在幾度暗示臺北政府未果後，於1992年8月正式宣布斷交、轉而承認北京，並限令台灣外交官24小時內離境，還將中華民國駐韓大使館廳舍及其財產均移交給北京政府，導致雙邊關係降至冰點。
由於政府事前並未察覺斷交徵兆，且黨政高層均難以接受兄弟之邦「變節」、甚至近乎羞辱的斷交方式，導致一時之間全國上下群情激憤，臺北的南韓大使館甚至被憤怒的民眾拆掉名牌。李登輝政府因此宣布對韓外交報復，立即停止所有對韓國的貿易優惠，同時中斷臺北－首爾航線。直到隔年，兩國才又重新互設代表部，但雙邊關係從此不復以往。
1997年1月，台電公司與平壤政府簽訂協議，預計將低放射性核廢料運送至北韓境內存放。消息走漏後引起首爾方面的嚴重抗議，時任南韓駐台代表姜敏秀前往經濟部表達首爾的立場，並譴責台電此舉是「不道德、無良心」的行為。隨後南韓朝野與民間環保團體的不滿聲浪越來越高，南韓政府也透過美國施壓臺灣，時任外長柳宗夏甚至放話將採取「政治與經濟」的反制措施；初時經濟部無意干預，最終在國際輿論的壓力下，此事就此不了了之。

#### 臺灣－南非關係

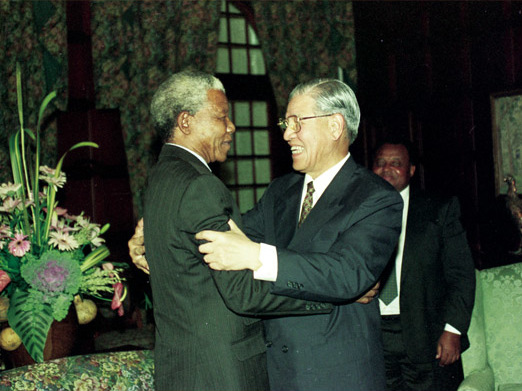
1994年李登輝訪問南非，與新任總統曼德拉會晤

南非是沙特阿拉伯斷交之後中華民國最重要的邦交國，李登輝也與南非首位黑人總統曼德拉素有交情；李登輝曾於1994年訪問南非並參加曼德拉的就職典禮，後者也曾在1993年造訪臺灣。然而當時南非亟欲仰賴外資投入以改善經濟問題，同時北京也施壓南非政府若不建交，1997年香港主權移交之後南非駐香港總領事館即必須撤離，因而導致「中國承認問題」變成為南非政府棘手的外交事項。當時的執政黨非洲民族議會黨也傾向與中國建立外交關係，曼德拉幾經掙扎之下，力圖雙重承認而未果，最終只得迫於國際現實，於1997年宣布與中華民國斷交。
1997年11月，南非確定與中華民國結束邦交前的最後兩個月，發生了南非武官挾持事件。曾犯下白曉燕命案的兇手陳進興潛入時任南非大使館武官卓懋祺的官邸，並挾持卓懋祺一家5口為人質，要求警方安排他接受外國媒體訪問，試圖將自己遭到「司法迫害」的真相告知外媒，甚至還要求備妥專機離境。中間曾一度發生衝突，導致卓懋祺的女兒受傷；幸而最後在警方的勸降與攻堅下陳嫌繳械，沒有進一步引發外交事件。

#### 臺灣－新加坡關係
新加坡乃臺灣與中國之外同屬华人為主體的國家，自1965年建國以降極力避免在兩岸之間選邊站，始終未與中華民國及中华人民共和国建交，直到1990年才正式與北京建立外交關係。中華民國自新加坡建國以來即在當地設立駐新加坡商務代表團，雙方一直保持良好的關係；1989年星國與北京建交前夕，總統李登輝前往星國訪問，受到新加坡政府的高規格禮遇，不但代理總統林金山與總理李光耀均親自接機，還在淘沙島上安排了一場高爾夫球聚會，並由第一副總理吴作栋作陪，創下中華民國總統出訪非邦交國的首例。當時星媒稱李登輝為「來自臺灣的李總統」，李登輝則回應「雖不滿意，但可以接受」。
即使在與北京建交後，新加坡仍然致力在海峽兩岸間扮演中間人的調停角色。1992年，時任中國國家主席杨尚昆訪問新加坡，在内阁资政李光耀的斡旋下，敲定了隔年的兩岸會談將在新加坡舉行。1993年4月，首次辜汪會談在新加坡成功舉行，吸引不少國際媒體前往採訪，也影響了亚太地区的和平進展。

#### 臺灣－俄羅斯關係
苏联在過去冷战期間由於意識形態的對立，與中華民國之間並未有過公開接觸。1985年戈巴契夫出任蘇共中央總書記後推出「新思維」的外交政策，雙邊開始恢復少量交流。1988年連戰出任外交部長後促成臺北方面籌組「蘇聯貿易訪問團」並正式成行，堪稱雙邊關係的重大突破；兩國更是在1990年簽署了《通郵協定》。而戈巴契夫本人與其所任命的苏联部长会议主席芮茲科夫亦曾於卸任後訪問臺灣，會見李登輝等黨政高層。
苏联解体之後，其最大加盟國俄罗斯繼承其國家地位，兩國在戈巴契夫執政末期的基礎上延續交流。1992年時任外交部次長蔣孝嚴首度訪俄，俄羅斯經濟發展和貿易部部長奎斯托夫和糧食部部長契新斯基也於同年訪台，受到李登輝政府的熱烈款待；雙方甚至就軍備採購事項開始洽談。雖然俄方很快的在北京關切下，由時任總統葉爾欽簽署《俄台關係條例》後制定莫斯科的「一中政策」，但駐莫斯科代表處仍然於1993年成功設立。
1996年台海危機爆發，莫斯科當局聲明維持其「一个中国」的立場，但國會內部卻展開了一波支持台灣與否的議事攻防，並且派遣議會訪團造訪台灣，成員甚至包含了經濟發展部副部長。同年底，延宕近三年的「莫斯科台北經濟文化協調委員會駐台北代表處」終於在臺北正式成立。

#### 臺灣－沙烏地阿拉伯關係
中華民國在1980年代開始與沙特阿拉伯之間啟動秘密軍事合作「大漠計畫」，中華民國空軍派遣近百名軍士官以沙特阿拉伯皇家空军的身份援助北葉門，直到1990年南北葉門統一為止。兩國關係原本十分良好，然而沙烏地阿拉伯因两伊战争的防衛需求，秘密向北京採購中程弹道导弹，最後在中國及其他周邊鄰國的壓力下，不得已宣布與中華民國斷交；同年8月伊拉克入侵科威特，沙國援軍悄悄撤離，導致滯留的大漠計劃人員險遭扣留，所幸最終全數平安返國。

### 國際參與
由於被排除在联合国系统之外，參與其他國際組織對臺灣而言即顯得相當重要，否則將被孤立於國際社會之外，面臨如同索马里兰、德左共和國等有限承认国家貨幣、護照不被國際承認的困境。1991年臺灣順利成為APEC的成員國，隔年申請加入世界贸易组织並展開談判，是李登輝政府任內的重要國際參與行動。

#### 亞太經濟合作會議
亞太經濟合作會議（簡稱APEC）1989年由澳洲發起成立，原先中華民國與中华人民共和国均被邀請加入，但北京因當年度的天安門事件而被部分成員國抵制；由於APEC會議採共識決，其他國家擔心如果先讓臺北入會，將來如北京要加入時，臺北將會投下反對票，因此臺灣入會案也一併被擱置。直至1991年南韓出面斡旋，換得臺灣以「中華臺北」的名稱加入、並不得派遣外交部长或次长與會為條件，成功使雙方均得以入會。

#### 世界貿易組織
繼亞太經合會之後，1990年李登輝政府也申請加入關稅暨貿易總協定（簡稱GATT），並於1992年起獲准以观察员身份列席會議。1994年GATT進行條約更新，並設立了「世界貿易組織」（簡稱WTO），中華民國政府開始與各成員國展開談判，歷經十年、召開11場工作小組會議後，最終妥協以「臺澎金馬個別關稅領域」的名稱參與，並同意於中國之後入會。李登輝卸任總統後隔年，2001年1月1日臺灣正式成為WTO會員國。

## 兩岸

### 交流開放（1988－1994）
自1987年政府開放兩岸探親之後，兩岸關係逐漸走向破冰階段，也逐步開啟政府間的接觸。1988年，中華人民共和國政府正式設立「國務院臺灣事務辦公室」（簡稱國台辦）處理臺灣事務；中華民國政府則於1991年設立行政院大陸委員會（簡稱陸委會）處理大陸事務，並成立「國家統一委員會」商策未來兩岸統一的規劃。但由於兩岸互不承認政權的合法性，便藉由政府成立基金会的方式－「海峽交流基金會」（簡稱海基會）與「海峡两岸关系协会」（簡稱海協會）－以民間組織的名義進行半官方式的交流，促成了數次的兩岸會談。
為了推動和平統一的進程，時任中共中央總書記江泽民提出了以「一個中國」為核心的《江八点》主張；而李登輝則以《李六條》作為回應，強調平等互惠、促進民主。此外，時值中國改革开放的投資熱潮，許多台商也透過轉機當時仍是英國殖民地的香港到中国大陆經商，亦有許多台灣民眾借道至中國大陸旅遊，兩岸之間的往來逐漸成為常態。

#### 九二會談
1991年，海基會秘書長陳長文兩度前往北京，與時任國台辦副主任唐树备商討兩岸交往的依循準則與合作打擊犯罪議題，海基會與海協會並在隔年在英屬香港舉行首次會談，雙方針對文書驗證、商務糾紛與探親事宜進行商談。當中，北京方面提出「一個中國」的原則，要求反對任何形式的「两个中国」、「一中一台」及「一国两府」等類似主張，台北方面對此則回應「所謂『一個中國』應是臺灣是中華民國的一部份，大陸也是中華民國一部份」，並要求「對等互惠，相互尊重」。雙方就此部分不斷交換意見，但始終未能達成共識；而這段過程也促成了日後「九二共識」一詞的由來。

#### 辜汪會談
1993年，在學者南怀瑾人脈與新加坡政府的促成之下，時任海基會董事長辜振甫與海協會會長汪道涵於新加坡舉行首次具有官方性質的正式會談，並簽署《兩岸公證書查證協議》、《兩岸掛號函件查詢補償事宜協議》、《兩會聯繫與會談制度協議》及《辜汪會談共同協議》等四項事務性質協議，吸引國際媒體前往採訪，也象徵兩岸結束敵對狀態，往和平交流的方向邁進。
後續兩岸因1996年的臺海飛彈危機而陷入緊張情勢，雙邊為恢復協商與加強溝通機制，辜汪二人再於1998年在上海舉行了第二次會談。

#### 閩平漁事件
1990年7月，警備總司令部在台北外海截獲福建漁船「閩平漁5540號」，船上25名中国大陆漁民被視為是偷渡客，警總並決定原船遣返。當時警總聲稱為避免危險，僅留開船的人在甲板，其餘人皆被安排至艙內，並以三寸釘將船艙封死，導致船員最終因缺氧而窒息死亡。事件遭揭發後引起兩岸輿論譁然，台灣方面並派遣數名監察委員調查該事件，並由中華民國紅十字會出面協助善後。
事隔數日後，警總在立法委員及媒體記者的見證下，再度將裝載50名偷渡客的中國大陸漁船「閩平漁5202號」遣返，並由海軍派遣軍艦護航。豈料啟航後，閩平漁5202號突然偏離航道，遭海軍認定試圖逃離，因而發生軍艦撞擊漁船的事故，導致22人失蹤。兩起事件後，兩岸各自的紅十字會在金門舉行工作性會談並簽署《金門協議》，建立海上遣返合作機制。

#### 千島湖事件
1994年3月，浙江省杭州市的千岛湖發生一起大型命案，一艘載著24名台灣觀光客的觀光船「海瑞號」遭劫持失事，船上人員全數喪生。整起案件原只是普通刑案，但因死者多為台灣人而上升至政治層面。死者家屬與台灣記者在抵達當地後發現被公安、武警團團包圍，中共當局同時禁止媒體採訪，記者只好謊報是家屬，回傳資料至台灣時甚至發現被監控。當局雖答應家屬認屍前不火化，但卻已早一步解剖；且當家屬要求將遺體運送回台灣時，不但未獲允許，甚至一度遭軟禁在旅館，最終只能抱著骨灰回家。
事後，杭州市中級人民法院將當局認定縱火、殺人的三人判處死刑，並經上級法院覆核後迅速槍決結案。中華民國政府對此強烈不滿，認為中共當局蓄意掩蓋真相；記者赴當地採訪的報導流出後，也引發台灣社會譁然。此事件導致當年度蓋洛普公司發布的民意調查中，認同自己是「台灣人」的比例達到歷史新高，支持台灣獨立的比例也大幅攀升，對兩岸關係造成劇烈衝擊。

### 臺海危機（1995－1996）
1995年6月，總統李登輝在美国国会的支持下成功以現任元首的身分踏上美國國土，並在母校康乃爾大學發表公開演說，引起北京當局高度不滿。中国人民解放军於是宣布在台灣海峽實施导弹演習，並朝彭佳嶼附近的海域試射，引發兩岸高度緊張。事隔數月後，共軍再朝台海發射飛彈；此次華府派遣尼米茲號航空母艦戰鬥群以「避風」的名義駛近台海，藉此警告北京的軍事行動。
1996年3月，兩岸情勢再度因中華民國第九任總統、副總統選舉陷入緊張，北京為阻止李登輝連任，宣稱李登輝政府推動總統直接选举是鼓吹台獨，解放軍並再次朝基隆和高雄外海試射飛彈，企圖以武力震懾並干涉大選結果。當時氣氛幾乎瀕臨開戰狀態，台股指數大跌，日本等鄰國並已準備撤僑，中華民國國軍更是進入備戰狀態；華府當局則在隔天立即調派獨立號航空母艦戰鬥群佈署至臺灣東北海域，數日之後再從波斯湾加派尼米茲號戰鬥群前往會合。總統李登輝為安撫民心，公開指稱解放軍試射的是「空包彈」；然而此舉亦導致北京當局察覺內部有人洩密，最後解放軍總後勤部少将刘连昆被查獲遭國防部軍情局吸收並通報演習情資，遭到判處死刑。最終，李登輝順利連任總統，兩岸危機也在華府兩面斡旋下落幕。

### 特殊兩國論（1997－2000）

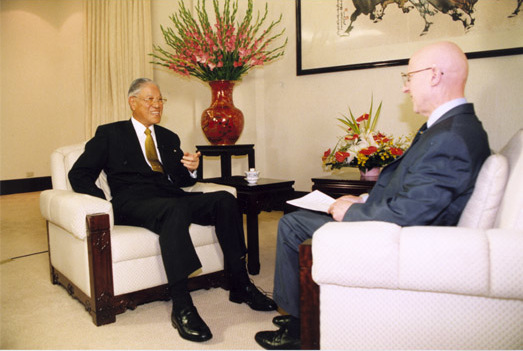
李登輝接受《德國之聲》專訪，提出兩岸為「特殊的國與國關係」

1999年7月，總統李登輝接受《德国之声》專訪時，無預警提出兩岸是「特殊的國與國關係」的說法，主張中華民國早在1912年建國，所以沒有宣布獨立的必要，又被稱為「兩國論」。事隔多年後，李登輝自曝當年兩岸氣氛雖一度緩和破冰，但中共當局始終不斷片面強調「一個中國」，一有機會便在外交場合上宣示「台灣是中國的一省」；因此1998年時，李登輝就先行召集時任國家安全會議副秘書長林碧炤及諮詢委員蔡英文、張榮豐等人起草《兩國論》的內容。後來，李登輝發現時任中共中央總書記江泽民打算在中国共产党建政50周年紀念日，當著所有外國元首的面宣布兩岸將在「一中原則」下展開政治談判，因此決定先發制人。
此一論調在事發後引起北京當局的強烈反彈，國台辦及海協會先後嚴厲批評此番言論不負責任、破壞兩岸和平穩定，並取消原定的第三次辜汪會談。同時，「兩國論」也招致台灣內部部份政黨的批評，新黨便抨擊李登輝此舉違反《憲法》及《國統綱領》；李政府則回應國人無須就實話實說過度反應。
1999年臺灣發生921大地震之後，中国红十字会竟聲稱各國紅十字會若要對臺灣進行援助，必需經過「北京總會」的許可，時任中國外交部長唐家璇甚至擅自代表臺灣在联合国感謝他國協助，還傳出北京拒絕俄罗斯救難隊專機飛越领空導致延誤救援等情事，均引起臺灣朝野與民間的強烈反感，對兩岸關係造成負面影響。

### 經貿政策：戒急用忍
兩岸開放民間交流與經商之後，適逢投資中國熱潮，許多台商搶先進駐在中国大陆沿海城市設廠。在歷經了臺海危機之後，李登輝政府開始意識到投資市場過於集中可能引發的國安風險；雖未禁止台商赴中投資，但公開表達擔憂和不鼓勵的態度。1996年9月，總統李登輝在全國經營者大會上提出「戒急用忍」的主張，明定「高科技產業」、「基礎建設」與「資本額達5,000萬美元以上」三種類型的企業應適用。政策公布後隨即遭到工商界的質疑，台塑企業創辦人王永慶、長榮集團創辦人張榮發與台積電董事長張忠謀等企業大老更聯聲反對。然而也正因此一政策，致使許多21世紀後被視為是戰略產業的企業根留台灣。

## 國防

### 裁軍計畫
為了因應政府遷臺之後的軍力轉型，以及面臨中国共产党日益劇增的軍事威脅，身為三軍統帥的李登輝總統認為國軍應拋棄舊有的「反攻大陸」思維，改以適應海島地形的防衛戰略為核心，推動兵力縮減與部隊精實化訓練。初期該構想遭到軍方高層的強烈反對，在經過幾年的折衝後，1997年立法院正式通過四階段的裁軍計劃，並由時任參謀總長羅本立推動執行第一階段「精實案」，將兵力降至40萬人以下。

### 軍隊國家化
過去兩蔣時代中華民國國軍效忠於唯一的執政黨中國國民黨，同時黨國體制也導致了軍隊體系聽從黨的號令，而非按憲法效忠於總統。李登輝上任後，透過提拔時任國防部部長郝柏村為行政院院長以解除其兵權，並藉此推動參謀總長的任期制等措施，逐步收回屬於三軍統帥的權力。2000年發生政黨輪替後，時任參謀總長湯曜明宣示軍方將效忠民選產生的新總統，更奠定了軍隊國家化的基礎。

### 美國軍售
老布希總統上任後相當重視兩岸間的軍力平衡，其執政期間曾核准大批的對台軍售案，包括C-130H運輸機、E-2空中預警機，以及150架當時屬於先進武器系統F-16 A/B型戰鬥機，是兩國斷交以來歷任總統中少數對台相當友善者。至柯林頓總統上任後，其對台政策轉趨保守，始終不同意出售先進武器，直到臺灣向法国採購軍機後柯林頓政府才表達願意售台F-16戰機的意願，但最終也未售出。

### 法國軍售
1989年李登輝甫繼任總統之際，由於軍權尚掌握在時任參謀總長郝柏村手中，當時原訂向南韓購買蔚山級巡防艦，卻在郝柏村為首的軍方高層主導下，改為透過軍火商仲介汪傳浦向法国湯姆笙集團購入「拉法葉級巡防艦」。當初合約中明白約定不得收受佣金，卻在簽約後爆出佣金舞弊情事，出面舉發的海軍上校尹清楓更於1993年離奇死亡，至今仍無法破案，此即著名的「拉法葉艦軍購案」。此案相關訴訟一直持續進行至今，時任法國外長羅蘭·杜馬亦因此事件而下台。
另外，由於美国在1993年柯林頓總統主政之後採取向北京示好的外交政策，致使臺灣在軍事採購上屢屢碰壁，面臨華府不願意出售新型武器的困境。時值六四天安門事件餘波，不少西方國家對中华人民共和国的制裁仍然持續進行中，李登輝政府藉此向法國軍火商達梭集團洽購60架在當時屬於新型战斗机的「幻象2000戰鬥機」，並在1995年完成簽約，1999年全數交付。此軍購案的成形也對華盛頓當局造成壓力，李登輝政府並藉此換取美方放寬出售武器的條件限制。

## 財政

### 鬆綁金融市場
1980年代政府逐漸鬆綁利率管制，立法院於1989年通過刪除《銀行法》第41條利率管制規定，實現利率自由化。同時，解嚴後受到經濟自由主義思潮的影響，加上美国也要求開放市場，1990年代政府開始放寬汇率控制、外資投資與銀行、保险公司及证券商的開設，1991年財政部更是一口氣核准15家銀行設立，促使金融市场快速邁向自由化。然而，監管制度跟不上市場資本化速度的結果也導致了亂象叢生，不僅衍生多起掏空、吸金弊案，更造成股市泡沫化，導致銀行虧損慘重。

### 國營事業民營化
為改善國營事業的經營管理，政府於1990年代開始推行「國營事業民營化政策」，陸續將國營企業與公股銀行在臺灣證券交易所掛牌上市並釋出持股，包括中國鋼鐵、台灣肥料、中華航空等公司和彰化銀行、華南銀行、第一銀行均在此期間完成民營化；另外也推行「電力自由化」與「電信自由化」措施，將台灣電力公司與電信總局（改組為中華電信）一併完成民營化轉型。

## 司法

### 司法改革
1990年代在政治改革的氛圍下，司法體系內部也逐漸升起一股改革的聲浪，許多年輕新進的法官、檢察官透過連署要求啟動司法改革，並結合有「在野法曹」之稱的律師組成「民間司法改革基金會」，揭開臺灣史上第一波司法改革的序幕。1995年，基層法官發起「箱子還您、獨立還我」的運動，要求廢除爭議已久的送閱制度，並罕見舉行全國法院公投，司法院遂於隔年正式廢除送閱制，至此法官的裁判書才終於無需再送交審判長核閱，真正落實了審判獨立原則。
1999年，時任司法院院長翁岳生首度召開「全國司法改革會議」，廣邀司法官、律師公會、民間學者及團體等聚焦司法制度的革新，達成司法院審判機關化、金字塔型訴訟制度等共識；而刑事訴訟制度也在此之後大幅翻修，從原本的職權主義漸漸朝當事人進行主義的方向發展。

### 犯罪被害人保護
由於社會治安不佳導致犯罪事件日益叢生，政府除在打擊犯罪方面著力之外，面對犯罪被害人及其家屬的權益照顧，執政當局也逐步落實社會安全網的建構。1998年立法院三讀通過《犯罪被害人保護法》，設立犯罪被害人保護協會給予被害人及家屬包括醫療、喪葬、生活費用等的補償金，並由沒收犯罪所得與監所勞作金共同支付。

## 勞動

### 週休二日
為保障勞工權益、降低工時，行政院首先於1998年起全面實施公務員、中小學週休二日制，並預告於2001年起擴大實施至全國。

## 教育

### 教育改革
李登輝政府任內針對教育現況進行全面改革，由時任中央研究院院長李遠哲領軍，實施以下教改措施：
- 課程教材不再由國立編譯館統一編定，教育部僅頒布重點式的「課程綱要」，民間出版社得根據課綱撰寫教材，由各級學校自行選購，稱為「一綱多本」。
- 歷史科教授內容納入臺灣史，編列於中國史的章節之一。
- 刪減「三民主義」佔大學聯考的分數比重，後於2000年起正式廢除該考科[82]。
- 規劃「考招分離」制度，預計於2000年起陸續廢除高中聯招考試與大學聯招考試，往後大學入學考試中心僅負責主辦考試，至於招生條件與分發作業則由各大學自行辦理。[83][84]
- 鼓勵專科、職校改制為「科技大學」，並設立綜合型高級中等學校，提倡技職教育的升學。
- 制定《教師法》與《教育基本法》，明確規範教師任用條件與懲處程序，保障教師權益；同時也將中小學教育事務主管權責下放地方政府。

## 航太

### 通訊衛星
1991年10月，行政院依國家科學委員會的《國家太空科技發展長程計畫》成立了「國家太空計畫室」，預計分三期時程發展太空科技，首要目標即衛星的研發計畫。1998年，由臺灣與新加坡共同出資、政府首枚擁有主控權的商業通訊衛星「中新一號」於法屬圭亞那發射成功後啟用，中華民國正式躋身具備自製衛星技術的國家之列；隔年臺灣首枚自主研發的科研用低軌道衛星「中華衛星一號」透過洛克希德·馬丁公司成功發射，寫下了臺灣太空發展史的新篇章。

## 施政爭議

### 鄭南榕自焚事件
1989年4月7日，長期主張「100%的言論自由」與台灣獨立的《自由時代周刊》總編輯鄭南榕遭到檢方以涉嫌叛亂罪發出拘票，鄭南榕則拒絕被捕，留下「國民黨抓不到我的人，只抓得到我的屍體」的遺言後隨即點燃汽油彈自焚身亡。鄭南榕的逝世引發社會震驚，數千民眾在出殯當天自發性的走上總統府前的介壽路為其送行；而當天又有另一名男子詹益樺也當眾自焚，雖經即時搶救仍然不治身亡。此事件大加刺激了當時剛解嚴的社會，警方的作為也引起了極大的爭議，當時負責主導攻堅行動的指揮官侯友宜在多年後仍遭指控背負血債。

### 黑金政治
長期以來，執政的中國國民黨透過籠絡地方勢力的方式在各地「固票綁樁」，並透過輸送利益以換取地方對黨籍參選人的支持，這種政治生態被稱作是「黑金政治」。解除黨禁後，地方勢力不再囿於一方，而紛紛加入政黨親自參與選舉，形成黑道介入政治的問題，更使得部分地方角頭相當囂張跋扈，甚至公然違法亂紀，包括時任彰化縣議會副議長粘仲仁、屏東縣議會議長鄭太吉等人，還一度傳出「過高屏溪，殺人無罪」等嘲諷時事的耳語，顯示當時黑幫勢力大到連地方政府與轄區內警察都不敢動等離譜至極的情形。

### 軍人干政
1990年5月野百合學運甫落幕之際，總統李登輝為收回統帥權，宣佈提名時任國防部部長郝柏村為行政院院長，欲藉此拔除其兵權。然而此舉卻引發了在野的民主進步黨抗議，認為郝柏村擔任閣揆是「軍人干政」，要求總統撤回提名，並再次號召民眾、學生上街參與「520反軍人干政大遊行」。李登輝當時並未收回成命，而是在兩年後利用國會改選的契機，順勢逼退郝柏村辭職。

### 治安問題
1980、1990年代是臺灣治安最差的一段時期，不但經常發生綁票事件，更發生多起凶殺命案，遂使得社會治安成為執政當局頭痛的問題。1996年起陸續發生劉邦友血案、白曉燕命案、彭婉如命案和南非武官挾持事件，其中劉邦友還是時任桃園縣縣長，因而引發民眾對政府治理不彰的質疑。

### 520農民運動
1980年代起中華民國政府受到美国農產品外銷政策的影響，於壓力下放寬農產品進口限制，導致農民面臨削價競爭的情形，因而開始出現零星的農運抗爭。1988年5月20日，為抗議李登輝政府決定全面開放美國農產品進口，數千農民從中南部自發北上至府前的介壽路抗議，要求政府回應農民訴求，爆發了激烈的警民衝突。當時警方出動水砲車與鎮暴部隊鎮壓，記者甚至拍到警察將抗爭群眾拖至暗巷施以暴行等畫面；但警方卻堅稱是「暴民製造暴亂」，檢方並起訴農運幹部，包括雲林農權會會長林國華、農民邱煌生等人皆遭到判刑，稱為520農民運動。
520農民運動是臺灣歷史上極為罕見、也是規模最大的一次農民運動，立法院在事後通過了《農民健康保險條例》回應其部分訴求，但至此之後臺灣的農運就此沉寂，未再出現大型的農民抗爭。